# Lepthyphantes luteipes
Lepthyphantes luteipes là một loài nhện trong họ Linyphiidae.
Loài này thuộc chi Lepthyphantes. Lepthyphantes luteipes được Ludwig Carl Christian Koch miêu tả năm 1879.